# ペドロ・パブロ・ナカダ・ルデニャ
 ペドロ・パブロ・ナカダ・ルデニャ（Pedro Pablo Nakada Ludeña,  1973年2月28日  - ）は、ペルーのシリアルキラー。
通称「死の使徒（ "西: El Apóstol de la Muerte" ）」「死の使者」。2000年から2006年にかけてペルーで25人を殺害し、うち、17人について有罪が立証され、35年の禁固刑が宣告された。ペルー史上最大の殺人犯である。懲役35年で服役中である。

## 来歴
1973年2月28日、リマ生まれ。ペドロ自身が報道関係者に語ったところよると、幼いころから学校ではいじめられ、また、家族により虐待を受けていた。父親は呑んだくれで母親に暴力を振るい、姉妹はペドロに女の子の服を着せて通りを歩き、彼に屈辱や恥辱を与えた。
ペドロの主張によると、4歳の時に彼の心に大きなトラウマとして残る最悪な出来事があった。兄弟が家族で飼っていた雌犬をペドロが殺したと言い、罰としてペドロに性的虐待を加えた。それ以来、たびたび小動物をいじめるようになった。また、ペドロのホモフォビアがこの事件により形成された。
ペドロの自供によると、17歳の時に最初の殺人を犯す。畑でスイカを盗んでいたところ、これを見つけてとがめた農夫を殺害した。また、この時期にペルー空軍のメカニックを仕事としていたと報道関係者に対し語っていたが、のちに虚偽であることが判明している。
また、本来の名字はメシアス・ルデニャ（Mesías Ludeña）であったが、2003年、日本に行くことを考慮して、日系人に偽装するために「ナカダ」の名字を取得した。ペドロは800ソーレス（約三万円）を支払い、日本国籍を有する人物と養子縁組を行うことで「ナカダ」の名字を不法に取得しており、真正の日系人ではなく、ペドロの兄弟も日本人の名字を持っている。
のちの連続殺人において、ペドロはゴムのスリッパを使って自作したサイレンサー付の9mmピストルで殺害した。
2006年12月28日逮捕。警察がペドロの職場へ向かったところ、ペドロが発砲。弾を打ち尽くし、逃げているところを逮捕された。25人の殺害を自供。17人について有罪と認められ、最長で35年間の禁固刑が宣告された。「世界を浄化するために、神の命令で麻薬中毒者、売春婦、同性愛者らを殺した」と自供している。
2015年9月に日本の熊谷市で起きた熊谷連続殺人事件の犯人はペドロの弟であり、ペドロの姉によると、かつて兄の殺人を目撃したことにより精神的ショックを受けていたとされている。